# Anna-Maria Giannotti
Anna-Maria Giannotti est une actrice québécoise.

## Filmographie
- 1985 : Discussions in Bioethics: If You Want a Girl Like Me
- 1987 : Un zoo la nuit : Angelica
- 1989 : Les Matins infidèles : la mère du patron
- 1989 : Jésus de Montréal
- 1991 : Vincent et moi : Grain
- 1997 : J'ai épousé un croque-mort (The Undertaker's Wedding) : Mme Bellini
- 2001 : Oceans of Hope